# Pleotrichophorus brevinectarius
Pleotrichophorus brevinectarius är en insektsart som först beskrevs av David D. Gillette och Palmer 1933.  Pleotrichophorus brevinectarius ingår i släktet Pleotrichophorus och familjen långrörsbladlöss. Inga underarter finns listade i Catalogue of Life.